# البحر الأحمر نوبو-سنديان الصحراء الاستوائية وشبه الصحراوية
يُغطي البحر الأحمر نوبو-سنديان الصحراء الاستوائية وشبه الصحراوية البيئية (WWF ID: PA1325) الأراضي القاحلة على طول شمال شرق البحر الأحمر، وجنوب شبه جزيرة سيناء، وعلى شريط رفيع على طول الحدود بين إسرائيل والأردن. معظم الأراضي الساحلية منبسطة، ولكن توجد جبال عالية في جنوب سيناء. التنوع البيولوجي محدود بسبب انخفاض مستويات الرطوبة، حيث تمر بعض المناطق لسنوات دون هطول أمطار غزيرة. تدعم أجزاء من المنطقة غطاءً رقيقًا يشبه السافانا من الأشجار المتناثرة على نطاق واسع والفرك، وتحيط به الأعشاب التي تزدهر لفترة وجيزة بعد هطول الأمطار. يوجد أعلى مستويات التنوع البيولوجي في جبال سيناء وفي الوديان والأخاديد التي تحتفظ بالرطوبة.

## الموقع والوصف
يشير مصطلح «نوبو سنديان» إلى المنطقة الجغرافية الحيوية على طول ساحل شبه الجزيرة العربية. تمتد المنطقة البيئية على طول 2,000 كيلومتر (1,200 ميل)، من وادي نهر الأردن شمال البحر الميت، إلى خليج عدن في اليمن. كما تغطي المنحدرات الجنوبية للجبال في جنوب شبه جزيرة سيناء، وتصل إلى الداخل في السهول المنخفضة في أماكن مختلفة بطولها في شبه الجزيرة العربية. امتدادات صغيرة إلى الشرق تصل إلى جبال شمر في وسط المملكة العربية السعودية. التضاريس رملية ويوجد حصى على الشقق، وجرانيت وحجر رملي في الجبال. توجد أعلى نقطة في منطقة سانت كاترين في جنوب سيناء، على ارتفاع 2,388 متر (7,835 قدم). المنطقة البيئية المتاخمة للشرق هي الصحراء العربية.

## المناخ
مناخ المنطقة البيئية هو مناخ صحراوي حار (تصنيف كوبن للمناخ (BWh)). يتميز هذا المناخ بهواء مستقر وضغط مرتفع عالياً، مما ينتج عنه صحراء قاحلة وحارة. متوسط درجات الحرارة في الأشهر الحارة عادة ما بين 29–35 °م (84–95 °ف). يتراوح هطول الأمطار من 50 مم في السنة حتى 100 مم في السنة.

## النباتات والحيوانات
99 % من مساحة الأرض أرض جرداء أو نباتات متفرقة. توجد الشجيرات والنباتات العشبية في الوديان العميقة والأخاديد التي يمكن أن تحتفظ بالرطوبة، وبعد هطول الأمطار توجد مناطق تنبت الأعشاب لفترة وجيزة. يقع معظم التنوع النباتي في جنوب سيناء، حيث تم تسجيل 700 نوع من النباتات الوعائية، و 35 نوعًا مستوطنًا. عدد من الأنواع المتوطنة من الفقاريات هي الزواحف، بما في ذلك أفعى قط سيناء المهددة بالانقراض ( Telescopus hoogstraali) وسحلية كولزر المهددة بالانقراض.

## مناطق محمية
أكثر من 5% من المنطقة البيئية محمية رسميًا. تشمل هذه المناطق المحمية:
- محمية الشومري للأحياء البرية
- محمية رأس محمد